# モコナ
モコナおよびモコナ＝モドキはCLAMPの複数の作品に登場する架空の生物。
『魔法騎士レイアース』に登場するモコナ（声：白鳥由里）がオリジナルであり、モコナ＝モドキ（声：菊地美香）はクロウ･リードと壱原侑子によって創られた偽者である。デザインはCLAMPのメンバーの1人、もこなあぱぱ（現：もこな）がモデル。

## モコナ（オリジナル）
- 魔法騎士レイアース

「ぷぅ」としか喋らないが、なぜか光には通じる。いたずらっこ。額の宝石を使って食料など色々なものを出し入れしたり、通信機能があったりする。またテントを出す事もできる。誰にでも懐くが、特に海とは漫才コンビのような仲。
普段おでこの宝石は赤いが、青や緑に変化することもある。創造主としての力を発揮するときには黄色になり、背中には翼のようなものが出現する。
原作第2章では、光達3人を再びセフィーロへ召喚した張本人にして、その正体が地球、セフィーロ（オートザムなども含む）の秩序・倫理全ての創造主である。最初は絶対的な統率者のいない、無秩序で混沌としていても一人一人の意志が未来へ続く世界を創造したが、日々争い地球を破壊し続ける地球人に失望し、それで1人の意志がすべてを決める世界（セフィーロ）と他の国を創造した。その後、柱システムの崩壊を受け、魔法騎士ら3人に世界の行く末を託し、3体の魔神達共々別次元へと消えていった。
地球人に失望しセフィーロを含む世界を創造したと述べているが、セフィーロの周囲に態々異なる政治体制の国家を創り、魔法騎士には異世界の人間しかなれないようにすると言った行動から、希望は捨てておらず、世界の変革・人類の成就を望んでいたのではないかと作中で推測されている（クレフ曰く「変革を望まないならセフィーロ以外の国など必要ないし、魔法騎士の存在も異世界の人間である必要は無い」）。
アニメ版では、精霊でも魔物でもない謎の生き物であった。

## モコナ＝ソエル＝モドキ（白モコナ）
- ツバサ-RESERVoir CHRoNiCLE- （メイン）
- XXXHOLiC
- ソエルとラーグ モコナ=モドキの冒険
- こばと。(アニメ20話のみ)

幼い子どものような明るさや可愛さ、優しさ、悪戯好きな性格を持ち合わせる一行のムードメーカー。女の子。
侑子とクロウ・リードの手によって、創造主・モコナを模して、モコナ＝ラーグ＝モドキ（黒いモコナ＝モドキ）と共に創られた。喋ることができるが、台詞の字体が丸文字である（※ラーグも同様）。
異世界を渡り、本来は通じない言葉を理解できるようにする翻訳等の様々な特殊能力と108の秘密技を持つ。108の秘密技はこれまでに「声マネ」「超変身」「超演技力」「人の気持ちがわかる」「超吸引（大中小）」などが登場し、一行を助けたり黒鋼をからかったりするのに使われている。サクラの羽根の力を感知すると、普段は閉じている目が開かれる。ほかにも不思議な力を感知することが出来るようだが、ラーグと異なり霊は視えない。ラーグとは仲良し。アニメ版での移動の呪文は「モコナ=モドキもドッキドキ！はぁ〜ぷぅ〜！」。数え方は「1モコナ2モコナ」。
ソエルはルーン文字のSowelu（太陽の光、威厳等の意味）に由来し、耳飾りの宝石にもこのルーン文字が刻み込まれている。『XXXHOLiC』のアニメ版には『ツバサ・クロニクル』との関係上、未登場。
彼女の耳飾りは魔法具であり、セレス国では黒鋼とファイを脱出させるのに使われた。その後、ラーグから封印具を渡され、『小狼』達との新たな旅で使用している。
他のいくつかの作品やイベントでは、CLAMPのマスコットキャラクターとして登場している。

## モコナ＝ラーグ＝モドキ（黒モコナ）
- ツバサ-RESERVoir CHRoNiCLE-
- XXXHOLiC-（メイン）
- ソエルとラーグ モコナ=モドキの冒険

異世界を旅する者のために侑子とクロウ・リードが創った2匹のモコナの内の片割れで、通信用。
ソエルのツッコミ役。可愛らしい外見とは裏腹に酒豪で、いつも侑子や百目鬼と飲んでいる。無邪気かつ悪戯好きで、たまに少々口が悪くなる。何かと四月一日を弄んでいる反面、心配もしている。幽霊やアヤカシなども視える上に、これらを食べることも出来る。ミセの倉庫で3年間も眠り続けていた。男の子であり、やや口調が荒い。
ソエルとは、夢で会って話をする事が多く、辛い状況の時は心の底から心配していた。
彼の耳飾りは封印具であり、サクラの小狼に関する記憶と、四月一日の記憶が入っている。数え方は「1モコナ2モコナ」。ラーグはルーン文字でLagu（水、海を意味）に因む。